# 会計等式
会計等式（かいけいとうしき）は、ある取引に対して、貸方勘定要素と借方勘定要素の額が一致する複式簿記形式。
それぞれの取引について貸方記入の合計額が借方記入の合計額と一致する。例えば、債権者に10000円払った場合、借方に支払勘定、貸方に現金をそれぞれ10000円記入する必要がある。会計等式によれば「資産=負債+資本」という表現も可能である。